# Igreja Presbiteriana de Fortaleza
A Igreja Presbiteriana de Fortaleza é uma igreja protestante presbiteriana vinculada à Igreja Presbiteriana do Brasil, na cidade de Fortaleza. Foi a primeira igreja protestante no estado do Ceará, fundada em 8 de julho de 1883 pelo Reverendo De Lacey Wardlaw, da Junta de Missões da Igreja do Sul, Nashville,  Tennessee, Estados Unidos. No momento da fundação, contava com 12 membros.

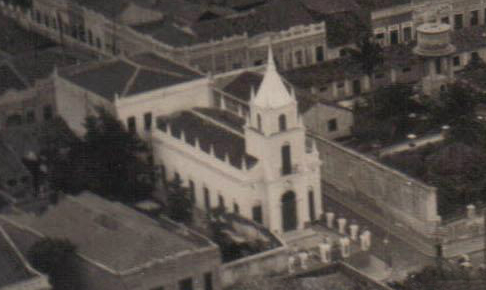
Antigo templo da igreja. Foto aérea de 1936.

O primeiro templo da igreja, que ficava na esquina da Rua Sena Madureira com a Rua Pedro Borges, no Centro, foi vendido ao Grupo C.Rolim, que o demoliu em 1976 para a construção de um edifício. O templo atual foi construído entre os anos 1978 e 1980, e está situado na Av. Visconde do Rio Branco, no Centro de Fortaleza.

## Doutrina
Como uma igreja federada à Igreja Presbiteriana do Brasil a IPF subscreve a Confissão de Fé de Westminster, Breve Catecismo de Westminster e Catecismo Maior de Westminster. É uma igreja reformada, confessional, calvinista e não ordena mulheres.

## Pastorado

#### Liderança atual
Desde 2016, o pastor efetivo é o Rev. Elizeu Dourado de Lima, além do Rev. Othoniel Silva Martins como pastor emérito.

#### Pastores efetivos
|     | Pastor Titular                          | Mandatos                              |
| --- | --------------------------------------- | ------------------------------------- |
| 1º  | Rev. De Lacey Wardlaw                   | 1883–1896                             |
| 2º  | Rev. Reginald Price Baird               | 1896–1900; 1903–1906                  |
| 3º  | Rev. Martinho de Oliveira               | 1900–1901                             |
| 4º  | Rev. Jerônimo de Carvalho Silva Gueiros | 1901–1902                             |
| 5º  | Rev. Antônio Almeida                    | 1907–1911                             |
| 6º  | Rev. Raimundo Bezerra Lima              | 1911–1915                             |
| 7º  | Rev. Natanael Cortez                    | 1915–1943; 1944–1952 (Pastor emérito) |
| 8º  | Rev. Alcides Nogueira                   | 1943–1957                             |
| 9º  | Rev. Othoniel Silva Martins             | 1957–1996; 2015 (Pastor emérito)      |
| 10º | Rev. Fábio Ferraz Ciribelli             | 1996–2003                             |
| 11º | Rev. Marcos Almeida Braga               | 2004–2013                             |
| 12º | Rev. Abimael Araújo Prado               | 2014                                  |
| 13º | Rev. Elizeu Dourado de Lima             | 2016–presente                         |